# 798
798 (DCCXCVIII) fue un año común comenzado en lunes del calendario juliano, en vigor en aquella fecha.

## Acontecimientos
- Comienza la construcción de la Capilla Palatina en Aquisgrán.
- Se crea el condado de Cerdaña dentro de la Marca Hispánica.
- Alfonso II de Asturias,  aprovechando las disensiones internas de sus enemigos musulmanes,  en una operación relámpago, asalta y saquea Lisboa, para volver seguidamente a su reino.
- Los ataques del emir Al-Hakam I no logran sus objetivos, reforzando  los asturianos  sus posiciones en Las Bardulias, Galicia y León, repoblando estos territorios.